# Acvifer

Secțiune printr-un acvifer tipic

Acviferul este o formațiune geologică reprezentată de un strat subteran destul de poros  de roci încât să poată stoca apă și suficient de permeabil încât apa să poată circula liber prin el.
Denumirea derivă din cuvintele din limba latină aqua = apă, ferre = a purta, a duce, phreatos = puț.

## Strat acvifer
Straturile permeabile saturate sau acvifere, permit acumularea apelor gravifice care apoi se pot deplasa în virtutea legilor hidro-dinamice.
Prin strat acvifer înțelegem primul orizont saturat cu apă întâlnit sub suprafața terenului, cu variația nivelului influențată de condițiile climatice. Sunt în general, alcătuite din depozite permeabile care au la bază un strat impermeabil, dar nu și deasupra lor, fiind prin circulație descendentă, în legătură directă cu aportul de apă infiltrată. 
Nivelul freatic al acestor strate urmărește cu un grad de atenuare nivelul suprafeței topografice, putând fi ridicat sau coborât  în mod natural sau prin diferite lucrări efectuate de om. De exemplu creșterea nivelului apelor dintr-un râu canal sau lac de acumulare va modifica pozitiv și nivelul apelor freatice din zona limitrofă. Din contră, în zonele de câmpie cu nivelul apelor freatice foarte aproape de suprafața topografică, prin tăierea canalelor de drenaj nivelurile apelor freatice pot fi coborâte
Aceste orizonturi constituie resurse de ape subterane care se pot folosi pentru alimentarea cu apă a populației sau pentru diferite folosințe socio-economice. Pot fi ușor interceptate prin fântânile săpate în mod tradițional.
La un strat acvifer se întâlnesc trei părți componente: 
- Zona de alimentare, care recepționează precipitațiile și este situată la cotele cele mai ridicate;
- Zona de acumulare, cu extindere mare în subteran și cu o circulație redusă a apei prin strat;
- Zona de descărcare, situată la cote inferioare ale stratului și care este marcată de regulă, de apariția izvoarelor

## Roci constituente
Formațiunile permeabile numite și roci acvifere, au pori supracapilari și capacitatea de înmagazina apa dar și de a o ceda prin curgere, cum sunt straturile de pietrișuriși nisipuri, gresii și conglomerate slab cimentate, bolovănișuri și grohotișuri. Există și roci cu fisuri largi de genul celor solubile, cum sunt calcarul și gipsul
Formațiuni impermeabile sunt mai ales argilele. Deși înmagazinează și ele cantități importante se apă, nu pot alimenta puțurile deoarece separă acviferele. Ele nu sunt perfect etanșe și rar alcătuiesc ecrane complet izolatoare în acvifere. Viteza de scurgere a apei în cadrul unei asemenea formațiuni este foarte lentă (câțiva milimetri/an sau cm/secol)
Rocile semipermeabile (cu permeabilitate redusă) captează apa, ele fiind traversate de aceasta - fenomenul purtând denumirea de drenanță.

## Caracteristici
Stratele acvifere pot fi ecranate numai la partea inferioară de un strat impermeabil (acvifer liber), sau pot fi cuprinse între două strate impermeabile (acvifer captiv), putând fi capabile să înmagazineze cantități importante de apă precum și să permită mișcarea acestora prin ele.
Acviferele pot fi mărginite de un strat semi-impermeabil numit acvitard sau de un strat impermeabil denumit acvifug.

### Acviferele libere

#### Caracteristici
Sunt uneori denumite și acvifere freatice sau pânze freatice datorită faptului că limita lor superioară este tocmai suprafața freatică.
În cele mai multe cazuri acviferul aflat la adâncimea cea mai mică este cel liber, neavând un acvitard sau un acvifug între el și suprafață.
În decursul anului suprafața liberă a pânzei freatice oscilează între valori maximale (aprilie-mai) și valori minimale (octombrie-noiembrie

#### Dinamică
Acviferele libere se reîncarcă de obicei direct de la suprafață, din apa de precipitație sau din alte mase de apă ( râuri sau lacuri) conectate hidraulic cu stratul acvifer. Circulația apei este spre zonele de izvorâre aflate la cote topografice minime.
În zonele aride alimentarea pânzei pe calea precipitațiilor este redusă, astfel că suprafața liberă a pânzei freatice este coborâtă, alimentarea acesteia făcându-se din apele de suprafață.
În zonele aluvionare de câmpie, datorită faptului că materialul depus de cursul de apă este foarte permeabil (nisip, pietriș), legătura dintre apele de suprafață și apele subterane este puternică, astfel că pe anumite porțiuni apa subterană alimentează pânza freatică - numită și pânză subfluvială. Suprafața liberă a pânzei este apropiată de cea a solului și adesea deasupra nivelului râului

### Acviferele captive

#### Caracteristicei
Au limita superioară sub nivelul suprafeței freatice locale și, se regăsesc în majoritatea cazurilor sub acviferele libere, fiind despărțite de acestea de un strat impermeabil sau semi-impermeabil numit acoperiș, având la bază un alt strat impermeabil numit culcuș

#### Dinamică
Alimentarea lor nu corespunde cu arealul pe care-l ocupă stratul ca în cazul celor freatice. Aceste acvifere se mai numesc și straturi de adâncime.
Acviferul captiv fără presiune, se formează în cazul în care nu toată grosimea stratului permeabil a fost pe deplin saturată cu apă
Acviferul sub presiune (sau confinat) se formează în cazul în care întregul strat permeabil este saturat cu apă. Este cazul stratelor care prezintă un oarecare grad de înclinare, în care în procesul de echilibrare a apelor se exercită o presiune asupra plafonului impermeabil. Intr-un puț care străbate un acvifer sub presiune, nivelul apei se ridică deasupra stratului impermeabil superior.
Un acvifer artezian este un acvifer sub presiune pentru care la foraj, nivelul apei  este deasupra suprafeței solului. Atât timp cât acviferele pot comunica între ele pe anumite porțiuni prin intermediul straturilor semimpermeabile care le despart, pot exista acvifere sub presiune alimentate prin drenaj dintr-un strat cu presiune mai mare.

### Acvifere multistrat
Există și pânze freatice care sub stratul impermeabil de la bază au un alt strat permeabil în care se formează o altă pânză
freatică, cu care pot exista legături verticale prin care se face drenanță.
Două sau mai multe astfel de acvifere separate de strate semipermeabile, formează un acvifer multistrat.

## Clasificări
După terenurile în care se află, stratele acvifere se pot clasifica în:
- Strate acvifere în depozite aluvionare - întâlnite în lungul râurilor în albiile  majore ale acestora
- Strate acvifere situate la baza teraselor
- Strate acvifere cantonate la baza conurilor de dejecție sau a depozitelor deluviale
- Strate acvifere freatice în zonele interfluviale fie în zona de câmpie, fie la deal sau la munte.
- Acviferele din roci compacte cu fisuri mici
- Acviferele din roci cu fisuri largi se întâlnesc, de regulă, în rocile solubile, cum sunt calcarele și gipsurile.

Din punct de vedere al condițiilor de margine și alimentare al acviferelor, se pot defini urmatoarele tipuri
- acvifere infinite, la care zona de alimentare se află la mare distanța de puțul de extracție
- acvifere semiinfinite, la care una dintre zonele de alimentare se află la mare distanță, iar în apropiere de puțul de extracție se află o limită impermeabilă sau o altă zonă de alimentare
- acvifere tip bandă, la care zonele de alimentare sau limitele impermeabile se află la mică distanță de puțul de extracție și sunt în general paralele
- acvifere unghiulare, la care limitele de mai sus mai sus formează un unghi oarecare
- acvifere închise pe contur, la care limita de alimentare sau limita impermeabilă sunt reprezentate de un contur închis și bine determinat.

## Rolurile acviferelor
Sursă de apă În general sunt surse reânoibile prin alimetare pluvială sau din apele de suprafață (care la rândul lor pot fi alimentate de acvifere). Există însă acvifere de adâncime, în care apa provine din înmagazinarea în trecutul îndepărtat în alte condiții hidrogeologice. Acestea reprezintă surse nereînnoibile.
Rezervor de înmagazinare: Prin încărcare artificială (pentru perioade variabile).
Mediu conductor: Apa poate fi injectată într-o zonă de încărcare cu nivel ridicat și captată printr-un puțu de pompare aflat la unu nivel topografic mai scăzut.
Filtru: Prin încărcare artificială, un acvifer poate filtra și purifica apa injectată încărcată cu impurități. Astfel filtrarea va consta din reținerea suspensiilor, reacții chimice - adsorbție și schimburi ionice la suprafața materiei solide, în special în solurile argiloase, amestecul apei poluate injectate cu apa din acvifer.
Controlul curgerii de bază: se poate realiza în izvoare și râuri, prin controlul nivelului apei în acviferele care le alimentează.

## Legături externe
- „Acvifer” la DEX online